# Jaskinia Dupnisa
Jaskinia Dupnisa (tur. Dupnisa Mağarası) – jaskinia w europejskiej części Turcji, w pobliżu granicy z Bułgarią. Najbliższe duże miasto: Kırklareli.
Jaskinia znajduje się w skałach wapiennych pochodzących z okresu jury, została uformowana w epoce pliocenu. Jaskinia składa się z dwóch pięter: mokrego na dole i znajdującego się ponad nim suchego. Znajduje się tu wiele stalaktytów, stalagmitów i kolumn. Ciąg mokry jest wciąż aktywny i nawet dziś zachodzą w nim zjawiska krasowe. Płynie tam również podziemny strumień.
Różnica poziomów między dwoma piętrami jaskini wynosi 30 metrów i są one połączone schodami, w celu ułatwienia zwiedzania turystom. Dla odwiedzających jaskinię udostępniony jest tylko mały fragment o łącznej długości ok. 2 km. Reszta (ok. 25 km) jest dla turystów niedostępna. W jaskini żyją nietoperze.
W dolnej części (mokrej) panuje temperatura 10 °C, a w górnej (suchej) 17 °C.